# 西绪弗斯神话
《薛西弗斯的神話》（法語：Le Mythe de Sisyphe）是加缪的哲学随笔，於1942年完成。全书分为四章，分别探讨荒谬的概念，荒谬的生活，荒谬的创造和薛西弗斯神话的寓意。其中第一章占据了主要的篇幅。
书中，卡繆以荒谬为出发点，重点探讨生活的意义，其间也包含着他对实在，自我，自由等观念的理解和论述。卡繆认为，人渴望尋求一切的意義，統一和清晰，世界却充满着不可理解，这种人与世界的对立就是荒谬。卡繆提出的问题是：荒谬在怎样的程度上导致了人的自杀？人能否带着荒谬义无反顾地生活？卡繆首先论证荒谬和荒谬生活的原则，然后以征服者，唐璜，演员为例探讨荒谬的三种生活，再以杜斯妥也夫斯基的小说为例探讨最荒谬的创造，最后以薛西弗斯隐喻荒谬的人。希臘神話中，薛西弗斯被懲罰將一塊巨石推上山，而石頭到山顶后会翻滾回原處，他将永远重复着推石头的行为。卡繆认为，薛西弗斯深知推石头的无意义，但他坚持着，薛西弗斯在反抗中是绝望而充实幸福的。

## 內容

### 第一章：荒谬的推论
卡繆在第一章讨论了作为哲学问题的自杀，以及自杀映射出生活中的荒谬。
卡繆认为，真正嚴肅的哲學問題只有一个：自殺。自杀意味着，生活是不值得过的，任何人必须活着的深刻意义是不存在的。人日复一日地生活，突然他停下来产生「为什么」的疑问，这就是荒谬的开端。
人期待着明天，却不真正意识到死亡的靠近；人希望理性解释一切，却遇到不可理解的悖论；科学想解释一切，却建立在不可证的假设之上。卡繆认为这些都是荒谬的体现，一个诚实的人不会接受不可证的假设，一旦他企图理解一切，就会发现世界的非理性和他理性的有限。人的渴望，世界的非理性，以及连接这两者的荒谬，就是卡繆三位一体的本体论。
然後，卡繆为了更好的理解荒谬，他考察一些哲学家是如何从理性出发，最终发现荒谬并做出回应的。卡繆聲稱，所有這些都是通過得出與原始荒謬立場相矛盾的結論來實現「哲學自殺」。或者是通過放棄理性並轉向上帝，如創立了實存主義的著名神學家齊克果和擁護信仰主義的哲學家舍斯托夫的情況，或者是通過提升理性並最終達到無處不在的柏拉圖式形式和抽象，如著名哲學家胡塞爾的情形。
對於承认荒謬並遵循其原则的卡繆而言，這些「飛躍」無法令人信服。承认荒謬意味著承認人的理性慾望與不合理世界之間的矛盾。那麼，自殺也必須被拒絕：沒有人，荒謬就不能存在。产生荒谬的矛盾必須存在，且矛盾的任一方都不能被削减。这里沒有希望，只有不断的拒绝。
雖然荒谬的人对形而上學意義上的自由問題失去了興趣，但他卻在一個非常具體的意義上獲得了自由：不再希望擁有更美好的未來或永恆，不需要追求生命的目的或創造意義的自由。 擁抱荒謬意味著擁抱非理性世界所提供的一切。「重要的不是最好的生活，而是最活躍，最多的生活。」
因此，卡繆從完全承認荒謬，得出了三个原则：反抗，自由和激情的原则。荒谬的人就此带着荒谬继续生活。
「......在此不需要跳跃，生活的平衡与激情的理解相遇，荒谬的世界在其光辉中重生。」

### 第二章：荒誕者
卡繆在此探讨荒謬的人應該如何生活？卡繆认为沒有道德規則適用，因为它们都是代表某种价值和意义判断。「誠信不需要規則。'一切都被允許'不是一種解脫或歡樂的爆發，而是一種對事實的痛苦承認。」
然後卡繆展示三种荒誕生活的情况。唐璜是穷尽生活的人，他不相信深刻的意义，他追求的不是完美的爱情，而是更多的爱情。「沒有高尚的愛情，但這種愛情本身就是短暫的和特殊的。」
舞台上的演員不断体验着死亡的人。他知道他所表演的生活是虚假的，而他无数次地体验了他人的生活。「他展示了出現在什麼程度上創造了存在。在這三個小時裡，他走過了觀眾中一生需要覆蓋的死路徑的整個過程。」
而征服者是放棄所有永恆承諾的戰士，他知道自己终将死去，而希望參與和影响人類的歷史。他選擇行動而非沉思。他知道到任何事情都無法永远持續，勝利也不是最終的。

### 第三章：荒誕作品
在這裡，卡繆探索了荒誕的創作者或藝術家。由於解釋是不可能的，荒謬的藝術僅限於描述世界上無數的經歷。「如果世界變得清晰，藝術就不會存在。」當然，荒謬的創造也必須避免評判，甚至避免暗指即使是最微小的希望陰影。
然後，他以荒谬的哲学分析了杜斯妥也夫斯基的作品，特別是《作家日記》、《群魔》和《卡拉馬助夫兄弟們》。所有這些作品都從荒謬的位置開始，前兩個探索哲學自殺的主題。然而，“日記”和他的最後一部小說“卡拉馬助夫兄弟們”最終都找到了通往希望和信仰的道路，因此失敗了，因為它們真正荒謬。

### 第四章：薛西弗斯之神話

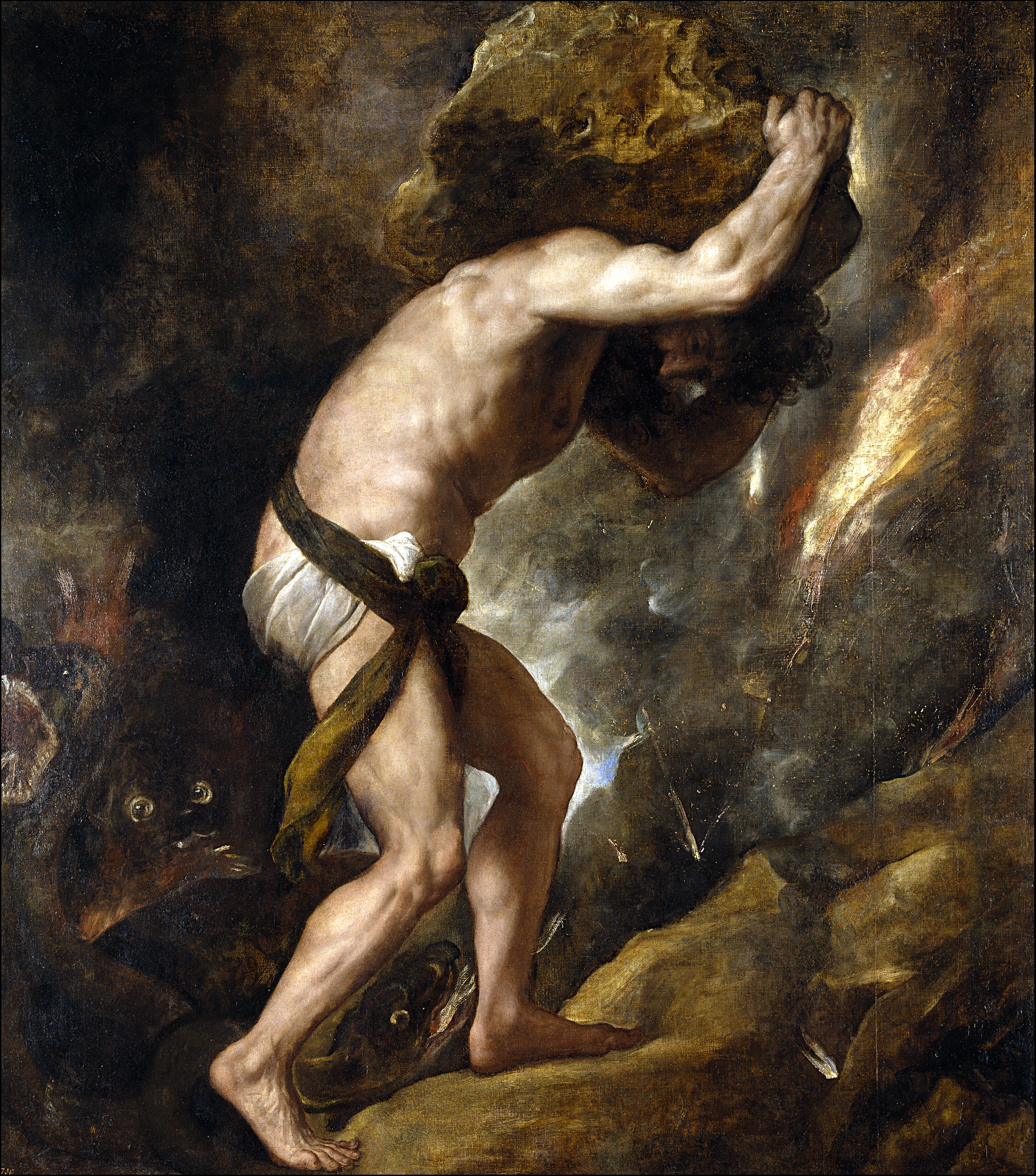
薛西弗斯，提齊安諾·維伽略1549年畫

在最後一章中，卡繆概述了薛西弗斯的傳說。薛西弗斯因惹怒宙斯而遭责罚。但他在下地狱前逃離到人间，并尽情地体验美好的事物。最終他被捕獲，被眾神处以永远的懲罰：薛西弗斯必須把一塊石頭推上山，到石头達頂部時，將再次滾回山下，薛西弗斯又重新開始。卡繆認為薛西弗斯是一個荒誕的英雄，他热爱并穷尽一切方法讓生活充實，討厭死亡，反抗诸神。當他承認他任務的無意义和命運的確定性時，他意識到自己處境的荒謬，但他直视这种荒谬，並藉由反抗荒谬而感到充实。「应该认为，薛西弗斯是幸福的。」

### 腳註
1. ↑  [法]加缪 著 杜小真 译. . 北京王府井大街36号: 商务印书馆出版社. 2018年11月第1版: 123. ISBN 978-7-100-16407-8.

### 書籍
- ，阿爾貝·卡繆，嚴慧瑩 2017，ISBN 9789862138144
- The Plague, The Fall, Exile and the Kingdom, and Selected Essays, 阿爾貝·卡繆, Alfred A. Knopf 2004, ISBN 1-4000-4255-0